# Mučení bambusem
Bambusové mučení je forma mučení a popravy, kdy bambusový prýt prorůstá tělem oběti. Údajně se mělo využívat ve východní a jižní Asii, například v Číně, Indii, a především v Japonsku, ale tvrzení o užití této metody postrádají spolehlivé důkazy.

## Zaznamenané užití

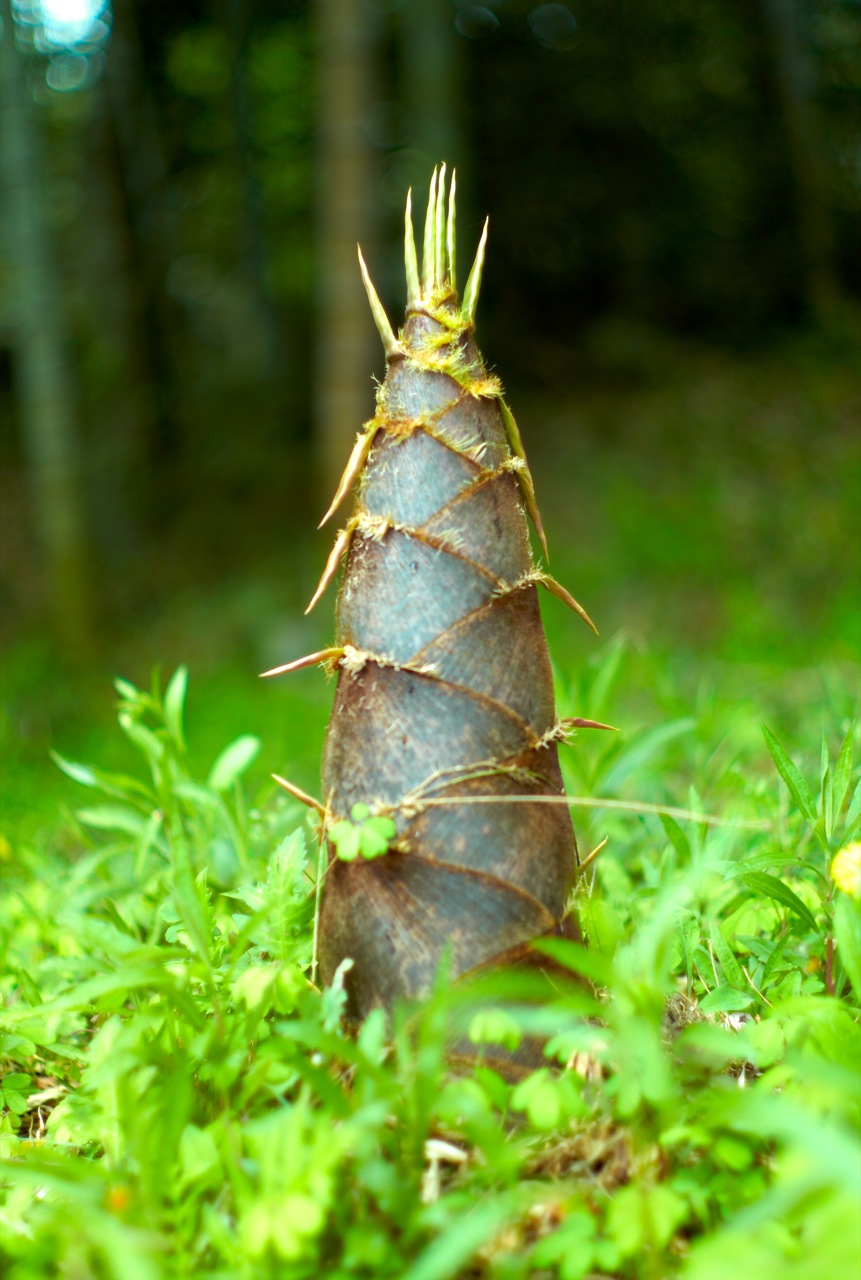
Bambusový výhonek, některé druhy mohou růst rychlostí až 4 cm za hodinu

„Civilista z Madrasu“ ve svém popisu cestování Indií ve 20. letech 19. století zmiňuje používání bambusu jako dobře známého trestu z Cejlonu. Tortura napichováním lidí na rychle rostoucí stromy byla zaznamenána v 19. století, když Siamejci namísto bambusu využívali  nypu cukrodárnou pro mučení Malajců během invaze Kedahu roku 1821.
Po druhé světové válce kolovaly příběhy o japonských vojácích, kteří mučili spojenecké válečné zajatce tak, že je pevně přivázali nad mladý prýt bambusu. Během několika dní, ostrý, rychle rostoucí prýt poničil kůži, následně plně vnikl do těla oběti, po čase by opustil tělo „na druhé straně“. Ve svém memoáru Hakka Soul, čínská básnířka a spisovatelka Woon-Ping Chin zmiňuje tuto formu tortury jako jednu z forem mučení, o níž se místní domnívali, že japonští vojáci používali na válečných zajatcích.

## Účinnost
V epizodě z roku 2008, tým ze seriálu Bořiči mýtů se věnoval mučení bambusem. Zjistil, že bambusový prýt dokáže prorazit několik palců balistické želatiny během tří dnů. Pro výzkumné účely se balistická želatina často používá k nahrazení lidského masa, čímž pokus v pořadu dokázal, že je tato metoda mučení možná. Dokázat historickou přesnost se ale dodnes nepodařilo.